# Olimpia Valencia
Olimpia València López (Baltar, província d'Orense, 14 de desembre del 1898 - Vigo, província de Pontevedra, juliol del 1987) va ser la primera mèdica ginecòloga gallega.

## Trajectòria
Era l'única filla d'una família acomodada. El seu pare va ser un industrial hoteler que el 1910 es va traslladar a Vigo amb la família. Va estudiar magisteri, preparant-se lliure en l'Acadèmia Minerva. Sense vocació per a la docència, decideix fer-se mèdica. El 1919 marxa a Santiago per cursar la carrera de Medicina, llicenciant-se el 1925 amb premi extraordinari i matrícula d'honor. En aquest mateix any es va a Madrid per realitzar una tesi de doctorat, que presenta el 1930 amb el títol de La colesterinemia en la sang en relació amb l'anestèsia quirúrgica.
A Madrid, després es posa en contacte amb institucionistas apèndixs, estant tres anys allotjada en la Residència de Senyoretes del carrer Fortuny, on també realitza altres tasques per guanyar una beca i així pagar-se l'estada. En els cursos de 1926 i 1927 imparteix classes de cultura general a les residents. En el següent curs és nomenada metgessa titular de l'Institut Escola, institució d'ensenyament experimental sorgit de l'entorn JAE.

## Etapa a Vigo
El 1928 es trasllada a Vigo; engegant un consultori de medicina general i de ginecologia, al carrer del Príncipe, i es fa conèixer amb una placa en la porta i amb anuncis en la premsa: "Olimpia València. Especialista en malalties de la dona". Exerciria la seva professió fins a jubilar-se, amb moltes dificultats al principi per la seva condició de gènere. Olimpia manté connexió amb recerques i es preocupa per informar-se sobre les tècniques i els avanços mèdics que s'estaven donant a l'estranger. El 1929 sol·licita una beca a la Junta d'Ampliació d'Estudis per ampliar coneixements en clíniques ginecològiques d'Alemanya i de Suïssa.
Va ser una de les fundadores de l'Acadèmia Mèdic Quirúrgica de Vigo (1930), institució on va arribar a ser vicepresidenta (1935). Com a investigadora, va presentar un relatori en les Primeres Jornades Mèdiques Gallegues (La Corunya, 1929). El 1934 va fer una comunicació en l'Acadèmia de Vigo (La dona gallega davant l'homenatge a Paz Pardo). També va ser membre fundadora de l'Aliança Francesa de Vigo.
Dona d'inquietuds culturals, vinculada a Galícia, va tenir relació amb diversos reconeguts intel·lectuals i galleguistes, com Valentín Paz-Andrade, Álvaro das Casas, Ramón Fernández Mato. Va acceptar encapçalar al juny de 1931 una crida de suport als candidats galleguistes de la província de Pontevedra i un altre al juny de 1936 en pro del SI en el Plebiscit per l'Estatut Galleg on tots dos documents van ser signats només per dones. Al febrer de 1937 va ser detinguda i així va passar quatre dies en la Caserna de la Guàrdia Civil acusada de pertànyer al Partit Galleguista i a més de tenir tracte amb esquerrans. Els bons informes sobre el seu comportament i un "donatiu" van aconseguir que sortís en llibertat. Els anys següents van ser de gran duresa, acusada de "vermella", moltes persones van deixar d'anar a la seva consulta. I en la dècada del 1940 va aconseguir entrar en la Seguretat Social i jubilar-se en la dècada del 1960.
Olimpia València va seguir treballant encara amb més de vuitanta anys en el seu consultori particular amb una vida austera dedicada a la professió i a l'estudi. Va morir en l'estiu de 1987.

## Honors
- 2008: exposició ‘Pioneiras. Mulleres Empresàries Galegas’ organitzada per la vicepresidència da Igualdade i do Benestar[6][7]
- Placa al carrer "do Principe 11", de Vigo, d'un Circuit de Dones[8][9]